# Ustur
Il monte Ustur è un picco di 2556 m s.l.m vicino a Čegem, Cabardino-Balcaria, Russia.